# Wasserburg (Ilmenau)
Die Wasserburg Ilmenau ist eine abgegangene Wasserburg mitten in der Stadt Ilmenau im Ilm-Kreis in Thüringen.

## Geschichte
Das Teichgebiet im Osten der Stadt trug den Namen Sachsenrod und soll um 750 besiedelt worden sein. Das Kloster Saalfeld siedelte jedoch um 900 mit Mönchen am Fuß der Sturmheide, und darum entwickelte sich der Ort Ilmenau. Bei Schachtarbeiten unter der Stadtkirche Ende der 1990er Jahre fand man Überreste eines romanischen Baus aus dem 10. Jahrhundert, womit die bereits 1910 formulierte Vermutung des Heimatforschers Paul Bleisch bestätigt wurde. Es waren die Reste einer Wasserburg. Sie sind heute an einem Neubaublock als ständige Ausstellung integriert. 
Die Burg soll von den Grafen von Käfernburg gegründet worden sein. Die Zerstörung erfolgte 1289 wegen Raubrittertums. An gleicher Stelle bauten die Grafen von Schwarzburg 1324 eine neue Burg, die sie 1343 an Graf Heinrich VIII. von Henneberg-Schleusingen verkauften. Die Besitzer wechselten dann öfter. 1613 wurde die Burg baufällig. Die Reste der Burg brannten ab und wurden 1703 abgetragen. Von der Burg sind auch noch Spuren im Amtshaus zu sehen.